# هانز لوكاشيك
هانز لوكاشيك (22 مايو 1885 - 26 يناير 1960) محامًا وسياسيًا ألمانيًا.
لوكاشيك، من مواليد 1885 في بريسلاو (التي تعرف الآن إلى المتحدثين باللغة الإنجليزية بالاسم البولندي لها، فروتسواف)، كان قد بدأ حياته السياسية في الكاثوليكية حزب الوسط باعتباره رئيس البلدية وLANDRAT في سيليزيا العليا ريبنيك و هيندينبيرغ (زابرزي). بعد الحرب العالمية الأولى شغل منصب رئيس الدعاية الألمانية في جميع أنحاء استفتاء سيليزيا العليا.  ترأس لوكاشيك لجنة التحقيق في جميع الاحتمالات للانخراط في الدعاية العامة. كانت لجنة سيليزيا لإنشاء مواضيع دعائية مشتركة التي يمكن لجميع الفصائل الاشتراك فيها، وساعد في مهمتها أموال من الحكومة الألمانية. وكانت أعمال دعاية لوكاشيك برعاية مالية من الدولة.  بقي في سيليزيا البولندية حتى عام 1927، رسمياً كعضو في اللجنة البولندية الألمانية المختلطة التي نظمت تحت رعاية عصبة الأمم، سراً قام بتنظيم شبكة تجسس لألمانيا في سيليزيا العليا البولندية خلال تلك الفترة. عندما تم اكتشاف الشبكة في الأعوام 1926-192 ، طلب الوزير البولندي زاليسكي من اللجنة إلغاء منصب لوكاشيك.  عرض لوكاشيك استقالته في برلين، بعد رفض المحاولة الأولى من قبل الدولة الألمانية، قدمها للمرة الثانية، موضحًا أنه لم يعد قادرًا على القيام بمهمته. 
كان Oberpräsident (كبير المديرين) في مقاطعة بروسيا العليا في سيليزيا، وكان في هذا الدور ناشطًا ضد البولنديين في منطقته؛ بعد افتتاح صالة بولندية في بيتوم، أصدر رسالة إلى الحكومة الألمانية تدعي أنها تمثل تهديدًا للمصالح الألمانية، وأمر بمراقبة دقيقة لكل من المعلمين والتلاميذ البولنديين.  حاول لوكاشيك، كمسؤول حكومي، إخفاء موقفه المعادي لبولندا، بينما عارض بحذر إعادة التقارب بين البولنديين والألمان الذين تتبعهم بعض المنظمات الكاثوليكية والسلمية الألمانية في منطقته. 

## وصلات خارجية
- هانز لوكاشيك على موقع مونزينجر (الألمانية)